# Río Grande (Puerto Rico)
Río Grande ist eine Gemeinde im Nordosten des US-amerikanischen Außengebietes Puerto Rico. Sie liegt nördlich von Las Piedras, Naguabo und Ceiba, östlich von Loíza und Canóvanas sowie westlich von Luquillo. 2010 lebten etwa 54.000 Menschen in Río Grande.

## Geschichte
Die Stadt wurde am 16. Juli 1840 von Desiderio Escobar und Quilimaco Escobar gegründet und von Gouverneur Miguel López genehmigt. Sie wurde nach dem Río Grande, einem puerto-ricanischen Fluss benannt und dort aufgebaut, wo der Río Grande mit dem Río Espírito Santo zusammenfließt.

## Stadtgliederung
Río Grande unterteilt sich in neun verschieden große Stadtbezirke:
- Ciénaga Baja (18.220)
- Zarzal (13.385)
- Guzmán Abajo (6614)
- Ciénaga Alta (4606)
- Mameyes II (2919)
- Jiménez (2903)
- Guzmán Arriba (928)
- Herreras (839)
- Río Grande Pueblo

## Wirtschaft

### Landwirtschaft
Die Landwirtschaft in Río Grande befindet sich auf einem mittelmäßig entwickelten Level. Angebaut werden in erster Linie Früchte, Zierpflanzen und Gemüse, zudem wird Rindvieh gezüchtet.

### Industrie und Gewerbe
In Río Grande befinden sich kleinere, zumeist eigenständige Textilfabriken. Darüber hinaus existieren zahlreiche lokale Geschäfte. Über ein Einkaufszentrum verfügt die Stadt nicht, da sich der Einkaufsbezirk Canóvanas' in unmittelbarer Nähe befindet. Dennoch gibt es zwei mittelgroße Einkaufsstraßen an der 65th sowie der 956th, die jedoch noch über viele Leerstände verfügen, da diese Art der Einkaufsbündelung noch relativ neu in der Stadt ist. Zusammen mit Casónavas entwickelt sich Río Grande zum wirtschaftlichen Zentrum im Nordosten der Insel, was auch durch moderne Hotelanlagen sowie die Route 66 bekräftigt wird.

### Tourismus
Der größte Wirtschaftsmotor der Stadt ist, wie auch im übrigen Puerto Rico, der Tourismus. In Río Grande befindet sich einer der größten abgelegenen Bereiche mit Strandzugang (Coco Beach) der gesamten Insel. Die Stadt ist wenige Kilometer vom El Yunque National Forest, dem einzigen tropischen Regenwald im United States National Forest System, entfernt.
Bekannte Hotels
- Rio Grande Plantation Eco Resort
- Paradisus Puerto Rico
- The Wyndham Rio Mar Beach Resort and Spa
- Gran Melia Golf Resort
- St. Regis Beach Resort

Beliebte Orte
- Coco Beach
- El Yunqe
- Indio Cave
- Las Picúas Beach